# Baggetorp
För äpplesorten, se Baggetorp (äpple).
Baggetorp är en kommungränsöverskridande tätort, huvudsakligen belägen i Vingåkers kommun i Södermanlands län men även innefattande en mindre del av Katrineholms kommun.
Orten är belägen längs Västra stambanan och Riksväg 52, mitt emellan de tre sjöarna Kolsnaren, Viren och Näsnaren.
Den ursprungliga gården Baggetorp låg i sin helhet i vad som nu är Västra Vingåkers socken. Gården omtalas första gången 1498 och var då en frälsegård tillhörig Arvid Trolle. Liksom övriga gårdar i Mellingbygden mellan Kolsnaren och Viren har Baggetorp troligen under medeltiden upptagits som nyodling från moderbyn Sköldnäs. Under 1500-talet upptas gården som ett mantal frälse tillhörigt Johan Åkesson (Natt och Dag).
Dagens samhälle är framvuxet som stationsamhälle vid Västra stambanan. 1879 inrättades ett gästgiveri vid Baggetorp och skjutsstationen i Ålsätter flyttades hit. Post och telegrafstation inrymdes också vid järnvägsstationen. Skjutsstationen drogs in 1913.

## Befolkningsutveckling
| Befolkningsutvecklingen i Baggetorp 1950–2020                   | Befolkningsutvecklingen i Baggetorp 1950–2020 | Befolkningsutvecklingen i Baggetorp 1950–2020 | Befolkningsutvecklingen i Baggetorp 1950–2020 | Befolkningsutvecklingen i Baggetorp 1950–2020 |
| --------------------------------------------------------------- | --------------------------------------------- | --------------------------------------------- | --------------------------------------------- | --------------------------------------------- |
|                                                                 |                                               |                                               |                                               |                                               |
| År                                                              |                                               |                                               | Folkmängd                                     | Areal (ha)                                    |
| 1950                                                            | 1950                                          |                                               | 308                                           |                                               |
| 1960                                                            | 1960                                          |                                               | 307                                           |                                               |
| 1965                                                            | 1965                                          |                                               | 289                                           |                                               |
| 1970                                                            | 1970                                          |                                               | 277                                           |                                               |
| 1975                                                            | 1975                                          |                                               | 343                                           |                                               |
| 1980                                                            | 1980                                          |                                               | 460                                           |                                               |
| 1990                                                            | 1990                                          |                                               | 558                                           | 85                                            |
| 1995                                                            | 1995                                          |                                               | 534                                           | 85                                            |
| 2000                                                            | 2000                                          |                                               | 514                                           | 85                                            |
| 2005                                                            | 2005                                          |                                               | 519                                           | 85                                            |
| 2010                                                            | 2010                                          |                                               | 502                                           | 84                                            |
| 2015                                                            | 2015                                          |                                               | 490                                           | 90                                            |
| 2018                                                            | 2018                                          |                                               | 563                                           | 121                                           |
| 2020                                                            | 2020                                          |                                               | 568                                           | 121                                           |
| Anm.: Hultastrand uppgått i tätorten 2018 och utbröts igen 2023 |                                               |                                               |                                               |                                               |